# Novosilske, Lebedîn
Novosilske (în ucraineană Новосільське) este un sat în comuna Vasîlivka din raionul Lebedîn, regiunea Sumî, Ucraina.

## Demografie
Componența lingvistică a localității Novosilske
     Ucraineană (97,56%)
     Rusă (2,44%)
Conform recensământului din 2001, majoritatea populației localității Novosilske era vorbitoare de ucraineană (97,56%), existând în minoritate și vorbitori de rusă (2,44%).